# Parafia św. Stanisława i Niepokalanego Serca Najświętszej Maryi Panny w Rudzie-Hucie

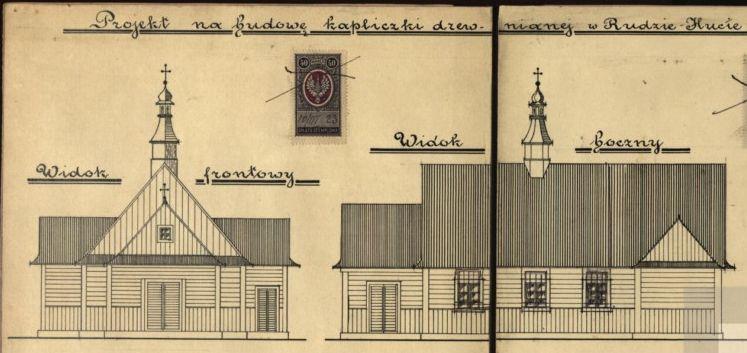
Projekt pierwszego kościoła parafialnego w Rudzie Hucie z 1923 r.

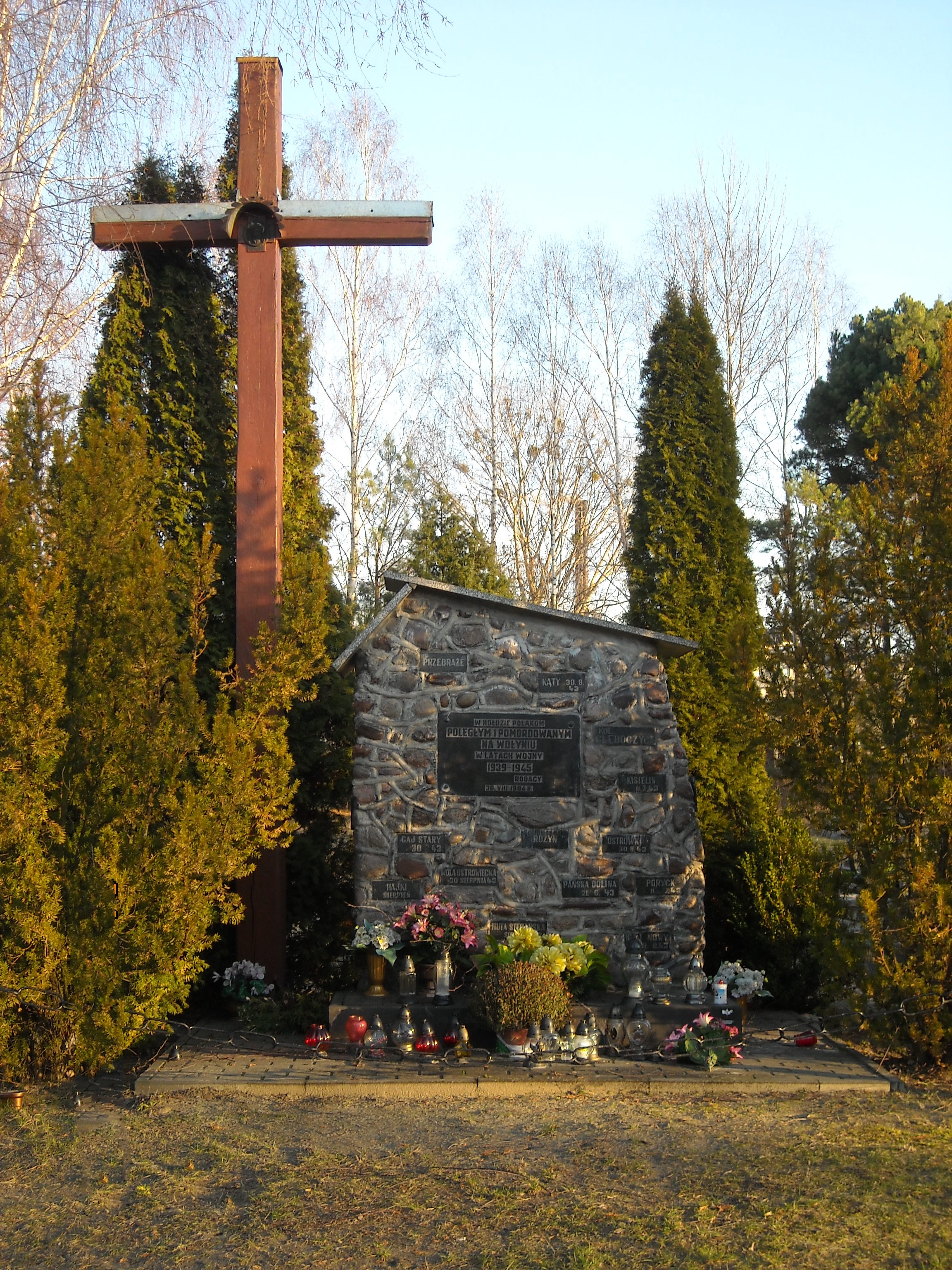
Pomnik ku czci Polaków poległych i pomordowanych na Wołyniu w czasie II wojny światowej

Parafia Świętego Stanisława i Niepokalanego Serca Najświętszej Maryi Panny w Rudzie-Hucie – parafia rzymskokatolicka w Rudzie-Hucie, należąca do archidiecezji lubelskiej i Dekanatu Chełm – Wschód, erygowana w 1923 r.

## Historia
Starania o utworzenie parafii rzymskokatolickiej w Rudzie Hucie podejmowane były przed I wojną światową. Zabiegom tym sprzyjał właściciel miejscowej huty szkła, Uszer Sygał, który na uposażenie parafii ofiarował wstępnie osiem mórg ziemi. Wybuch wojny przeszkodził w realizacji tych planów. Po zakończeniu wojny ponownie podjęto starania o utworzenie parafii, czemu sprzyjało znaczne oddalenie od macierzystego kościoła parafialnego w Uhrusku i zniszczenie prawosławnej świątyni parafialnej w Rudzie. W celu utworzenia parafii ukonstytuował się komitet organizacyjny, który uzyskał od właściciela huty grunt pod budowę kościoła (2 morgi) i zaczął gromadzić środki na budowę świątyni. Za zebrane pieniądze zakupiono niewielki drewniany kościół zbudowany w Dorohusku przez legionistów marszałka Józefa Piłsudskiego. Wiosną 1923 r. zakończono prace budowlane w Rudzie Hucie. 1 maja 1923 r. biskup podlaski Henryk Przeździecki erygował parafię w Rudzie Hucie, włączając ją do struktur diecezji podlaskiej (dekanat Włodawa). Pierwszym proboszczem został ks. Leon Łęga, przybyły z diecezji kamienieckiej na Podolu. Na mocy bulli papieskiej Vixdum Poloniae Unitas z 28.10.1925 parafia przeszła do diecezji lubelskiej. Obejmowała wówczas następujące miejscowości: Chromówka, Gdola, Gotówka (kolonia), Hniszów-Kolonia, Jazików, Karolinów (województwo lubelskie), Leśniczówka (powiat chełmski), Marynin (gmina Ruda-Huta), Miłosław (województwo lubelskie), Poczekajka (gmina Ruda-Huta), Ruda-Huta, Ruda-Opalin, Ruda (powiat chełmski), Rudka (gmina Ruda-Huta), Tarnówka, Zarudnia. W latach sześćdziesiątych XX w. do parafii przyłączono wieś Iłowę, odłączoną od parafii rzymskokatolickiej w Uhrusku. Na mocy specjalnego przywileju biskupów lubelskiego i siedleckiego mieszkańcy wsi mogli swobodnie korzystać z posługi duszpasterskiej obu parafii.
Po drugiej wojnie światowej rozpoczęto starania o budowę nowej, murowanej świątyni. Pierwotny projekt przewidywał budowlę trójnawową z dwuwieżową fasadą wzorowaną na byłej unickiej katedrze chełmskiej. Ostatecznie w latach 1952–1962 dzięki wysiłkom ks. Jana Dudka zrealizowano skromniejszy projekt. 22 sierpnia 1954 r.okupoświęcono nawę główną, w 1956 dokończono budowę wieży (sygnaturki), a w 1960 poświęcono nowe, piętnastogłosowe organy, zbudowane w wytwórni Stefana Krukowskiego w Piotrkowie Trybunalskim. Konsekracji nowej świątyni dokonał bp lubelski Piotr Kałwa 13 maja 1962 roku. W kościele w lewej nawie bocznej znajdował się zabytkowy, późnobarokowy ołtarz z obrazem św. Rodziny, usunięty w 2016. W prawej nawie bocznej znajduje się Ołtarz Pamięci 1939–1944, upamiętniający ofiary drugiej wojny światowej. W 2004 w kościele zainstalowano sprowadzone z Niemiec (zbudowane ok. 1954) 19-głosowe organy, zmontowane i przebudowane przez Jerzego Kuklę z Lublina.
Przy kościele znajduje się dzwonnica, zbudowana w 1966 dla uczczenia Tysiąclecia Chrztu Polski. Na pobliskim cmentarzu parafialnym znajduje się jeden z pierwszych (lub pierwszy) po drugiej wojnie światowej pomnik poległym i pomordowanym na Wołyniu, odsłonięty w 1984.

## Zasięg parafii
Do parafii należą wierni z następujących miejscowości: Chromówka, Gdola, Gotówka, Hniszów-Kolonia, Jazików, Karolinów, Leśniczówka-Kolonia, Leśniczówka, Marynin, Miłosław, Poczekajka, Ruda-Huta, Ruda-Opalin, Ruda, Rudka, Zarudnia.

## Filie
- Gotówka, kaplica pw. św. Antoniego Padewskiego
- Rudka, kaplica pw. św. Brata Alberta Chmielowskiego

## Proboszczowie
- ks. Leon Łęga (1923–1925)
- ks. Andrzej Leszczyński (1925–1928)
- ks. Jan Winnicki (1929–1935)
- ks. Stanisław Grzegorczyk (1935–1950)
- ks. Jan Dudek (1950–1963)
- ks. Józef Dec (1963–1969)
- ks. Marian Chmielowski (1969–2002)
- ks. Józef Trąbka (2002–2002)
- ks. Aleksander Tabaka (od 2002)